# Rıdvan Çakır
Rıdvan Çakır (geboren 1945 in Akyazı, Sakarya; gestorben 19. März 2017 ebenda) war von 2003 bis Anfang 2007 Präsident der größten türkisch-islamischen Vereinigung in Deutschland, DİTİB (Türkisch-Islamische Union der Anstalt für Religion e. V.).

## Leben
Rıdvan Çakır hatte 1966 die Ausbildung zum Imam absolviert und schloss 1970 sein Theologiestudium am Islamischen Institut in Istanbul ab. Seinen Militärdienst hatte er von 1972 bis 1974 als Ersatzoffizier geleistet. Später arbeitete er in Kofçaz, Akyazı und Midyat als Imam. 
Im Jahre 1975 begann er als stellvertretender Inspektor in der türkischen Religionsbehörde Diyanet zu arbeiten. 1987 wurde er zum stellvertretenden Abteilungsleiter und 1988 zum Abteilungsleiter ernannt. 1989 wurde er zum stellvertretenden Präsidenten des Diyanet berufen. 
Von 2003 bis 2006 übte er als Botschaftsrat der Türkischen Botschaft seine Tätigkeit in Berlin aus. Er nahm in dieser Zeit – wie es bei DİTİB die Regel ist – aufgrund seiner Funktion bei der türkischen Botschaft die Funktion des Vorsitzenden der Türkisch-Islamischen Union der Anstalt für Religion e. V. (DİTİB) wahr.
Er war einer der Unterzeichner der Botschaft aus Amman. 
Çakır starb am 19. März 2017 an einer Krebserkrankung.